# Nowosiółka (rejon tarnopolski)
Nowosiółka (ukr. Новосілка) – wieś w rejonie tarnopolskim obwodu tarnopolskiego, założona w 1421 r. W II Rzeczypospolitej miejscowość była siedzibą gminy wiejskiej Nowosiółka w powiecie podhajeckim województwa tarnopolskiego. Wieś liczy 1185 mieszkańców.
Wieś położona jest nad rzeką Koropiec, na północny wschód od Podhajec. Powstała z połączenia Tesarówki, Łęczówki, Kąta i niemieckiej kolonii Bekersdorf (po spolszczeniu „Bekerów”). Beckersdorf stanowi zachodnią część wsi. 
W latach 1941–1945 nacjonaliści ukraińscy z OUN-UPA zamordowali tutaj 8 Polaków, w tym ks. Mariana Dziamarskiego (rodem z Szadku).
Do 2020 w rejonie podhajeckim.